# École des sciences des énergies renouvelables
L'École des sciences des énergies renouvelables (en islandais, RES Orkuskóli) est une graduate school internationale privée basée à Akureyri, dans le nord de l'Islande, affiliée à l'université d'Akureyri et à l'université d'Islande de Reykjavik.
Cette institution délivre une maîtrise en sciences d'un an dans le domaine des technologies des énergies renouvelables, divisées en cinq spécialités : la géothermie, les piles à combustible, les biocarburants et la bioénergie, l'énergie hydraulique et les politiques des énergies renouvelables. Le personnel enseignant est formé de professeurs et chercheurs islandais ainsi que de plusieurs experts venant d'universités d'Europe et d'Amérique du Nord. Les cours se font en anglais.